# 예브게니 알렉세예프 (군인)
예브게니 이바노비치 알렉세예프(러시아어: Евгений Иванович Алексеев, 1843년 5월 13일 - 1917년 5월 27일)는 러시아 제국 해군의 군인이자 정치가, 태평양 함대 사령관, 극동 총독이다. 1904년 발발한 러일 전쟁의 원인을 제공한 인물 중 한 명으로 알려져 있다.

## 생애
알렉세예프는 짜르 알렉산드르 2세의 사생아로 세바스토폴에서 이반 막시모비치 알렉세예프 중위 (1796–1849)의 손에서 자랐다.
13세의 나이에 알렉세예프는 해군사관학교에 입학을 해서, 3년 후인 1863년 해군사관학교를 졸업했다. 졸업 후 장교후보생으로 4년간 코르벳 함 ‘바략’(Varyag)에서 복무하며 첫 번째 세계일주를 한다. 1867년 해군 소위로 장교 임관 후 러시아 제국 해군의 여러 함선에서 복무를 하게 된다. 1878년, 순양함 ‘아프리카’(Afrika) 함장의 함장이 되었고, 그 함선을 타고, 1880년뷰토 1883년까지 다시 세계 일주를 하게 된다. 1883년부터 1888년까지 프랑스 주재 무관으로 복무를 했으며, 1886년에는 대위로 승진하게 된다. 1889년 러시아로 귀환한 이후, 방호순양함 ‘아드미랄 코르닐로프’(Admiral Kornilov)의 함장이 되어 3번째 세계일주를 한다. 1892년, 준장으로 승진하여 해군 사령부 부총장이 된다. 1895년 태평양 함대로 배속되어 함대 사령관이 되었다. 1897년에는 소장으로 승진하여 흑해 함대 부사령관이 되었다.
1899년 러시아 제국이 청나라에서 조차한 관동주 주둔 군사령관과 태평양 함대 사령관에 취임했다. 그해부터 이듬해에 걸쳐 의화단 운동 진압에 종군하여 만주를 점령했다. 그 전공으로 다시 중장으로 승진했다.
1902년부터 1903년까지 대일 극동 정책을 둘러싸고 러시아 정부의 의견이 유화론과 강경론, 두 의견으로 나뉘었다. 알렉세예프는 대일 강경파에 속했던 내무장관 뱌체슬라프 플레베와 알렉산드르 베조브라조프 등과 “중국뿐만 아니라 조선도 지배해야 한다”고 주장했다. 니콜라이 2세는 강경론의 영향을 받아 “조선은 약간의 위험을 무릅쓰고 손에 넣을 가치가 있다”고 생각하게 되었다. 그 결과 1903년 알렉세예프를 대장으로 승진시켜 극동 총독으로 임명한다. 이 직책은 정치, 군사 관계없이 극동에 관한 모든 문제를 관할하는 직책이며, 관동 지방의 행정과 군사 외에도 중국, 조선, 일본 등 이웃 나라에 대한 러시아 제국의 외교권까지도 행사할 수 있는 직책이었다. 러시아 자본가의 요청에 따라 한반도 권익에 관심을 보이며, 같은 한반도 지배를 노리는 일본에 대한 노골적인 적대 정책을 취했다.
1904년 2월, 일본군의 공격으로 러일 전쟁이 시작되자 전체 극동의 육해군의 지휘권을 부여받았다. 4월에 스테판 마카로프가 전사하자 태평양 함대를 직접 지휘했다. 그러나 알렉세예프가 공세 지향한 반면 쿠로팟킨은 후퇴를 하여 재정비를 지향했기 때문에 육군의 수장인 알렉세이 쿠로팟킨과 자주 의견이 갈렸다. 더욱이 패전이 잇따랐기 때문에 정부 내에서는 그에게 책임을 묻는 목소리가 높아졌다. 10월 사하 전투에서 러시아 군이 패하자 완전히 육군의 지휘권을 박탈당하고 대신 쿠로팟킨이 육군 총사령관이 되었다.
1905년, 추밀원 의원이 된다. 러시아 혁명이 일어나자 1917년에 의원을 사임했다. 이후 바로 얄타에서 사망했다.

## 참고자료
- Connaughton, R.M (1988). The War of the Rising Sun and the Tumbling Bear—A Military History of the Russo-Japanese War 1904–5, 런던, ISBN 0-415-00906-5.
- Jukes, Geoffry. The Russo-Japanese War 1904–1905. Osprey Essential Histories. (2002). ISBN 978-1-84176-446-7.
- 코우너, 로템 (2006). 《Historical Dictionary of the Russo-Japanese War》. ISBN 0-8108-4927-5: The Scarecrow Press. |location=에 templatestyles stripmarker가 있음(위치 1) (도움말)
- Warner, Denis & Peggy. The Tide at Sunrise, A History of the Russo-Japanese War 1904–1905. (1975). ISBN 0-7146-5256-3.